# Algo prodigioso
«Algo prodigioso» es una canción compuesta por Camilo Murillo Janero con música de Fernando García Morcillo e interpretada en español por José Guardiola. Se lanzó como sencillo en 1963 mediante Vergara. Fue elegida para representar a España en el Festival de la Canción de Eurovisión de 1963 en Londres.

## Festival de Eurovisión

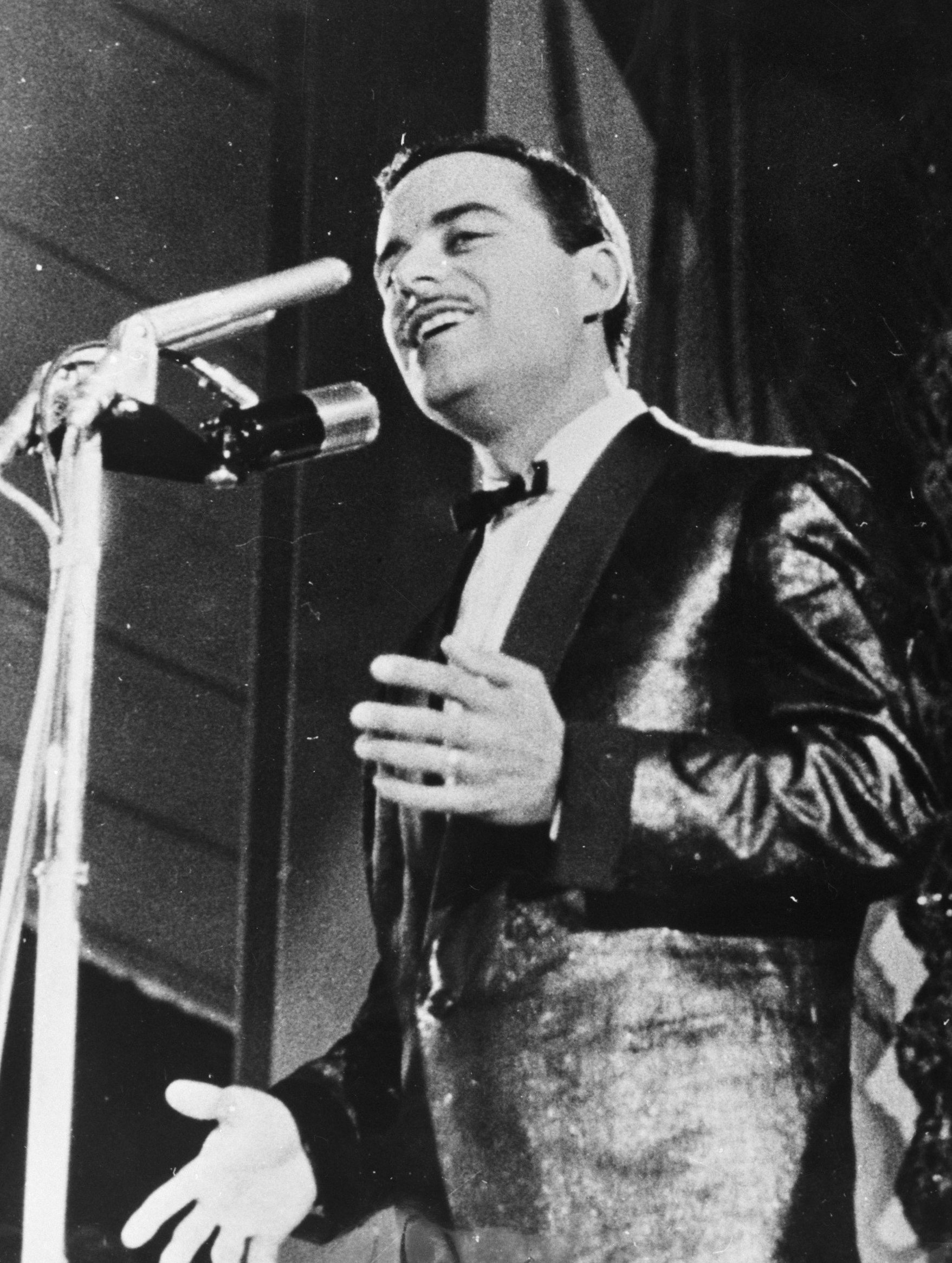
José Guardiola en el Festival de Eurovisión de 1963.

Esta canción fue la representación española en el Festival de Eurovisión 1963.
La canción fue interpretada en duodécimo lugar, después de Alain Barrière de Francia con Elle était si jolie y precediendo a la canción de Suecia, In gång i Stockholm de Monica Zetterlund. Al cierre de la votación, solo recibió 2 puntos de Yugoslavia, situándose en el puesto 12 de 16 candidatas.
Fue sucedida como representación española en el Festival de 1964 por Los TNT con «Caracola».